# Muellerianella brevipennis
Muellerianella brevipennis är en insektsart som först beskrevs av Karl Henrik Boheman 1847.  Muellerianella brevipennis ingår i släktet Muellerianella och familjen sporrstritar. Arten är reproducerande i Sverige. Inga underarter finns listade i Catalogue of Life.